# ألوان ورموز إيه سي ميلان

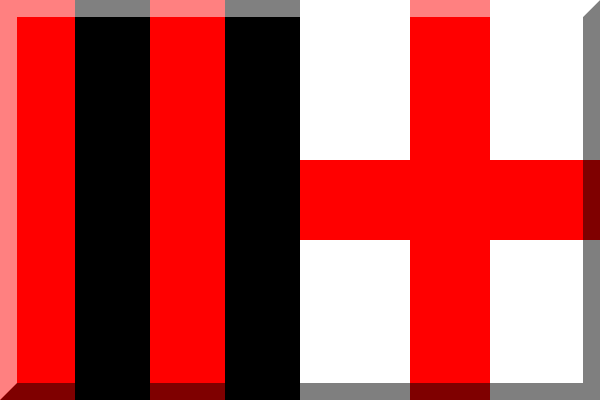
شعار الميلان.

رابطة ميلان المحدودة لكرة القدم (بالإيطالية: Associazione Calcio Milan SpA)‏ ، وغالبًا ما يعرف اختصارًا باسم إيه سي ميلان (بالإنجليزية: A.C. Milan)‏ أو الميلان فقط، هو نادي كرة قدم إيطالي محترف، تأسّس في تاريخ 16 ديسمبر 1899 بمدينة ميلانو في إقليم لومبارديا في إيطاليا، على يد الإنجليزي هيربرت كيلبن. يعرف الفريق بلونيه الأسود الأحمر، ويشتهر في إيطاليا بلقب «الروسونيري» (بالإيطالية: Rossoneri) (بالعربية: الأحمر والأسود). ويلعب الفريق حاليّاً في دوري الدرجة الأولى الإيطالي لكرة القدم.

## الألوان
منذ إعلان الإنجليزي هيربرت كيلبن تأسيس نادي إيه سي ميلان، كانت ولا تزال ألونه هي الأحمر والأسود، فالأسود يمثل الخوف المزروع في قلب المنافس، والأحمر يمثل اللهب. وبسبب القمصان الحمراء والسراويل السوداء اكتسب الميلان لقب «الروسونيري» (بالإيطالية: Rossoneri) أي الأحمر والأسود. أما الزيان الاحتياطيان فيحملا اللونين الأبيض والأسود. من جهة أخرى يُعتبر الزي الأبيض جالب للحظ لدى جماهير الميلان، فقد فاز الفريق بستة نهائيات من أصل ثمانية (حيث خسر من أياكس وليفربول) في مسابقة دوري أبطال أوروبا بينما فاز بنهائي واحد من أصل ثلاثة في نفس المسابقة، بالزي الأسود والأحمر.
أول قمصان صممها مؤسس الميلان وقائده حينها، هيربرت كيلبن، كانت عبارة عن قمصان من الصوف مخططة بخطوط سوداء تتخللها خطوط حمراء وسروال أبيض وجوارب سوداء، وفي يسار القميص وُضع شعار مدينة ميلانو. قبل الحرب العالمية الأولى، أصبحت الخطوط السوداء قليلة العدد، وسمح الاتحاد الإيطالي باتخاذ زي آخر احتياطي فاختار الفريق اللون الأبيض ذو الخطين الأسود والأحمر.
تم إزالة شعار مدينة ميلانو في العشرينات وظهرت الياقة المقصوصة على شكل حرف "V"، وأيضا ازداد عرض الخطوط السوداء والحمراء بشكل أكبر من ذي قبل، إلا أنه تم ارجاع شعار المدينة بسبب أوامر الديكتاتور الإيطالي «موسوليني». كانت الملابس الاحتياطية عبارة عن قميص أبيض اللون مع خطين أسود وأحمر عرضيين في مستوى نهاية الصدر. كما شهدت فترة الثلاثينات قميصاً احتياطياً يطغى اللون الأحمر على أغلب أجزائه عدا الجزء العلوي الذي كان أبيض اللون.
| الفترة  | صانع القميص   | الراعي الرسمي   | الراعي الرسمي                    |
| الفترة  | صانع القميص   | الاسم التجاري   | الشركة                           |
| ------- | ------------- | --------------- | -------------------------------- |
| 1981–82 | Linea Milan   | Pooh Jeans      | Italiana Manifatture S.p.A.      |
| 1982–83 | NR            | هيتاشي          | Hitachi Europe Srl               |
| 1983–84 | NR            | Cuore           | Cuore                            |
| 1984–85 | Rolly Go      | Oscar Mondadori | Arnoldo Mondadori Editore S.p.A. |
| 1985–86 | Gianni Rivera | Fotorex U-Bix   | Olivetti S.p.A.                  |
| 1986–87 | كابا          | Fotorex U-Bix   | Olivetti S.p.A.                  |
| 1987–90 | كابا          | ميديولانم       | ميديولانم                        |
| 1990–92 | أديداس        | ميديولانم       | ميديولانم                        |
| 1992–93 | أديداس        | Motta           | Motta                            |
| 1993–94 | لوتو سبورت    | Motta           | Motta                            |
| 1994–98 | لوتو سبورت    | أوبل            | أوبل                             |
| 1998–06 | أديداس        | أوبل            | أوبل                             |
| 2006–10 | أديداس        | Bwin            | Bwin                             |
| 2010–18 | أديداس        | طيران الإمارات  | مجموعة الإمارات                  |
| 2018–   | بوما          | طيران الإمارات  | مجموعة الإمارات                  |

في موسم 1946/1945 اختفى شعار المدينة مرة أخرى ولكن هذه المرة نهائيا، وأصبح القميص الأول أحمر تماما مع خط أسود عرضي بمستوى أسفل الصدر، وتقلّص أيضا عدد الخطوط السوداء ليصبح ثلاثة، يُضاف إليهما خطين أحمرين. أما في الخمسينات فلم تكن التغييرات كبيرة، فعدى عن إضافة شعار الدوري الإيطالي بعد الفوز باللقب، لم يحصل أي تغيير ذو أهمية للزي. وفي الستينات، اختفى الخطين الأحمر والأسود من على القميص الأبيض الاحتياطي للميلان لكن الياقة بقيت حمراء وسوداء كما هي. وفي السبعينات عادت خطوط قميص الميلان الأول للتقارب مجدداً وزاد عددها لكن الياقات اختفت تماماً، ومع الاسكوديتو العاشر في عام 1979 أضيفت النجمة الذهبية الخاصة بالفرق التي احرزت 10 ألقاب اسكوديتو للقميص، كما بدأ الاتجاه في السبعينيات إلى القمصان البلاستيكة بدلاً عن الصوفية.
في الثمانينات عدات الخطوط الحمراء والسوداء مرة أخرى إلى التباعد، وتم إضافة أسماء اللاعبين على القمصان بدأ من موسم 1981/1980، إلا أن سقوط الفريق للدرجة الثانية شكّل عقبة كبيرة في وجه الفكرة، وبعد رجوعة مجددا لدوري الدرجة الأولى، تمّ إضافة أسماء اللاعبين مرة أخرى والشركة الراعية "Pooh" المنتجة لملابس الجينز. أما القميص الأبيض فظل على هذا اللون أغلب فترة الثمانينات لكن تم إضافة الخطوط السوداء والحمراء بأوضاع وأحجام مختلفة بشكل متقطع، كما أضيفت للقميص الاحتياطي.
في التسعينيات أضيف قميص ثالث، كان في أغلب الفترة قميصا أسودا، ومثله السروال والجوارب. أضيف للقميص الأسود في أواخر التسعينات خطوط حمراء بينما شهد منتصف هذه الحقبة قمصانا صفراء وزرقاء بدلاً من السوداء. في الفترة الممتدة بين عاميّ 1990 و2000، صممت شركة أديداس، الراعي التقني للميلان، قميصاً أساسياً مغايرا للقميص الأول المعتاد وقتها، بمناسبة مئوية النادي، الذي كان يُستخدم في مباريات دوري الأبطال. كان القميص مشابهاً تماماً لأول قميص صمم للفريق، حيث كان مكوناً من خطوط سوداء وحمراء كثيرة العدد ومتقاربة مع شعار مدينة ميلانو بدلاً من شعار النادي. بينما وُضع شعار الميلان على الكم الأيمن للقميص وعلى الأيسر شعار الاسكوديتو، أما القميص الثاني فكان ذهبي اللون والثالث كان أزرقا.

## الشعار
قبل بداية موسم 2000–01، أضيف وسام اليويفا الفخري، المُسمّى بوسام اليويفا الشرفي (بالإنجليزية: UEFA badge of honour)‏، الممنوح للأندية الفائزة بدوري الأبطال 5 أو 3 مرات متتالية لقميص الميلان. وفي موسمي 2001–02 و2002–03 صممت شركة أديداس قميص الميلان من طبقتين. ومنذ موسم 2003–04 حتى الآن لم يتغير شكل القميص الأساسي كثيراً. كذلك بقي القميص الاحتياطي على لونه الأبيض بنما اختلف لون القميص الثالث في كل موسم فقط بين الفضي والعاجي والأسود الذي استقر النادي عليه في آخر موسمين.
ومنذ البدء بطولة كأس العالم لأندية كرة القدم بدلا من كأس الإنتركونتيننتال، قام الفيفا بمنح الفريق الفائز وسام شرفي، المُسمّى بوسام أبطال العالم للأندية (بالإنجليزية: Fifa club world champion badge)‏، وقد وضع ميلان الشعار على قمصانه منذ 2007 بعدما فاز بالبطولة التي أقيمت في اليابان حيث حقق البطولة بفوزه على بوكا جونيورز بنتيجة 4-2.
لسنين عدة لعب الحراس بقميص أسود بياقة حمراء، وأكتاف حمراء أيضاً في بعض المواسم، كما لعب حراس المرمى بقمصان زرقاء وخضراء، حتى أتى عام 1970 حين أصبح القميص أصفر طيلة فترة كبيرة. في نهاية الثمانينات أصبح لون القميص أخضر مائل للأزرق، وفي التسعينات تعددت الوان القميص بشكل كبير حيث لعب حراس المرمى بقمصان خضراء، سوداء زرقاء، رمادية، سوداء صفراء، صفراء، سوداء حمراء، حمراء سوداء، وأيضاً خضراء سوداء.

## الأغنية الرسمية
| بالإيطالية | بالعربية |
| Milan milan solo con te Milan milan sempre per te Camminiamo noi accanto ai nostri eroi Sopra un campo verde sotto un cielo blu Conquistate voi una stella in piã¹ A brillar per noi E insieme cantiamo Milan milan solo con te Milan milan sempre per te Oh oh oh oh oh Una grande squadra Sempre in festa olã¨ Oh oh oh oh oh E insieme cantiamo Milan milan solo con te Milan milan sempre per te Con il milan nel cuore Nel profondo dell'anima Un vero amico sei E insieme cantiamo Milan milan solo con te Milan milan sempre con te Oh oh oh oh oh... | ميلان ميلان فقط معك ميلان ميلان دائماً لك نمشي بجانب أبطالنا فوق ملعب أخضر تحت سماء زرقاء اربحوا أنتم نجمة أخرى لتبرق لنا ومعاً نغني ميلان ميلان فقط معك ميلان ميلان دائماً لك أوه أوه أوه أوه أوه مع الميلان في القلب في أعماق الروح صديقاً حقيقياً تكون أوه أوه أوه أوه أوه ومعا نغني ميلان ميلان فقط معك ميلان ميلان دائماً لك ميلان قبل كل شيء فريق كبير دائماً في احتفال اوليه ومعاً نغني ميلان ميلان فقط معك ميلان ميلان دائماً لك أوه أوه أوه أوه أوووه |